# Pachydota nitens
Pachydota nitens är en fjärilsart som beskrevs av William Schaus 1910. Pachydota nitens ingår i släktet Pachydota och familjen björnspinnare. Inga underarter finns listade i Catalogue of Life.